# Branimir Longin
Branimir Longin (* 7. Februar 1978 in Zadar) ist ein kroatischer Basketballspieler.
Der 1,95 m große Small Forward spielte von 1996 bis 2005 für verschiedene kroatische Vereine und wechselte dann für zwei Jahre zum spanischen Erstligisten Cajasol Sevilla. Seit 2007 steht Longin beim deutschen Bundesligisten EWE Baskets Oldenburg unter Vertrag.

## Stationen
- 1996–1998 KK Zadar
- 1998–1999 Karlovac
- 1999–2000 Benston Zagreb
- 2000–2002 KK Cibona Zagreb
- 2002–2004 KK Zadar
- 2004–2005 KK Cibona Zagreb
- 2005–2007 Cajasol Sevilla
- seit 2007 EWE Baskets Oldenburg